# Ras al-Khafji
Ras al-Khafji (رأس الخفجي) ou Khafji est une ville de la province orientale d'ach-Charqiya d'Arabie saoudite, sur le golfe Persique. Elle fut la principale ville de la zone neutre créée en 1922 entre le Koweït et l'Arabie saoudite. Après la découverte de pétrole dans les années 1950, les frontières furent fixées et la ville rattachée à l'Arabie saoudite, tout en maintenant un partage des revenus pétroliers. Lors de la première guerre du Golfe, la bataille de Khafji bloqua l'avancée irakienne vers l'Arabie saoudite

## Histoire
Al-Khafji a été connu quand on a découvert en 1960 le champ pétrolier d'Al-Khafji. 
Après le démarrage de la production commerciale de pétrole, l'Arabian Oil Company a créé un complexe résidentiel, composée de 73 quartiers résidentiels, pour une superficie totale de 280 000 m2, avec drainage, électricité, eau courante, téléphone par câble et réseau routier. 
L'expansion de l'exploration pétrolière et de forage dans la région a conduit la ville à s'étendre progressivement.
Lors de la guerre du Golfe de 1991, la ville a été envahie par les troupes irakiennes. La zone a été déclarée à nouveau saine (et sans mines) en 1995.

## Situation
Khafji se trouve en Arabie saoudite, dans la région de l'Est, le long du golfe Persique, à la latitude de 28.26 N, et à la longitude 48.30 E, à 10 km (6,2 mi) au sud de la frontière saoudo-koweïtienne, à 130 km (81 mi) au sud de Koweït City, et à 300 km (190 mi) au nord de Dammam.

## Climat
Khafji a un climat aride, avec une pluviométrie moyenne annuelle de 105 mm, avec des variations importantes selon les années.
La température moyenne au printemps est de 21 °C (70 °F), avec une humidité relative d'environ 50 %. 
En été, la température moyenne est de 33 °C (91 °F), avec une humidité relative d'environ 50 %. 
En automne, 29 °C (84 °F), pour une humidité relative d'environ 50 %.